# Jean-François Badoureau
Jean-François Badoureau né à Stenay le 5 février 1788 et mort à Paris le 18 janvier 1881 est un peintre et graveur français.

## Biographie
Jean-François Badoureau est le fils de Pierre Badoureau et de Thérèse Mauroy.
En 1829, il épouse Françoise Hortense Lehec. Par leur fils Charles Léon Badoureau (1824-1898) qui deviendra instituteur, ils sont les grands-parents du mathématicien Albert Badoureau.
Il meurt à son domicile parisien du 18e arrondissement le 18 janvier 1881.

## Œuvres
- Paris :
  - département des estampes et de la photographie de la Bibliothèque nationale de France : Le Café Procope au XVIIIe siècle, estampe[3].
  - musée Carnavalet[4] :
    - Son A. R. Monsgr. Le Duc de Bordeaux, né à Paris le 29 septembre 1820, 1824, eau-forte ;
    - Junot, gravure au pointillé ;
    - Masséna, eau-forte ;
    - Rapp, gravure au pointillé ;
    - Distribution de soupe aux indigents par les sœurs du Val-de-Grâce, estampe ;
    - Dépôt d'eau de Cologne de Pierre Jean Marie Farina, entre 1820 et 1830, affiche.

Œuvres de Jean-François Badoureau
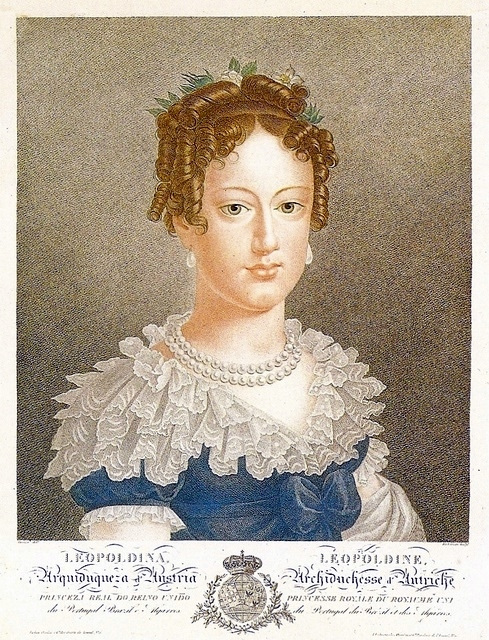
Léopoldine, archiduchesse d'Autriche, gravure d'après Jules Antoine Vautier.
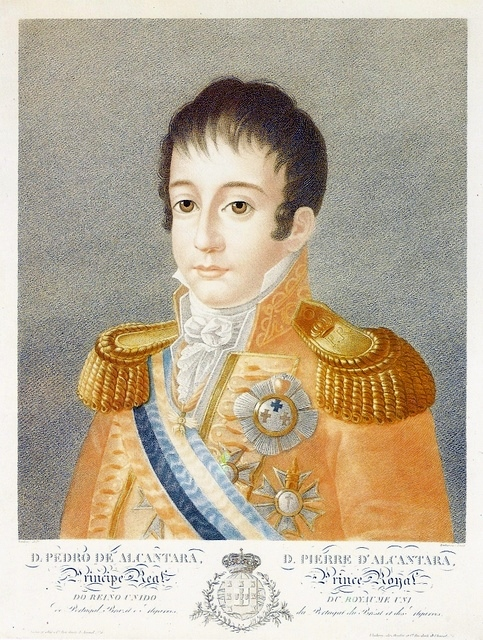
Pierre d'Alcântara, prince royal, gravure d'après Jules Antoine Vautier.